# Hamble-le-Rice
Hamble-le-Rice is een civil parish in het bestuurlijke gebied Eastleigh, in het Engelse graafschap Hampshire.